# Etseri (Gali)
Etseri (en georgiano: ეწერი) o Lbaarja (en abjasio: Лбаарха) es una aldea que pertenece a la parcialmente reconocida República de Abjasia, dentro del distrito de Gali, aunque de iure es parte del municipio de Gali de la República Autónoma de Abjasia de Georgia.

## Geografía
Etseri está en la orilla derecha del río Inguri, a 23 km de Gali. Las aldea se administra desde el pueblo de Nabakevi.  